# Edward McKnight Kauffer

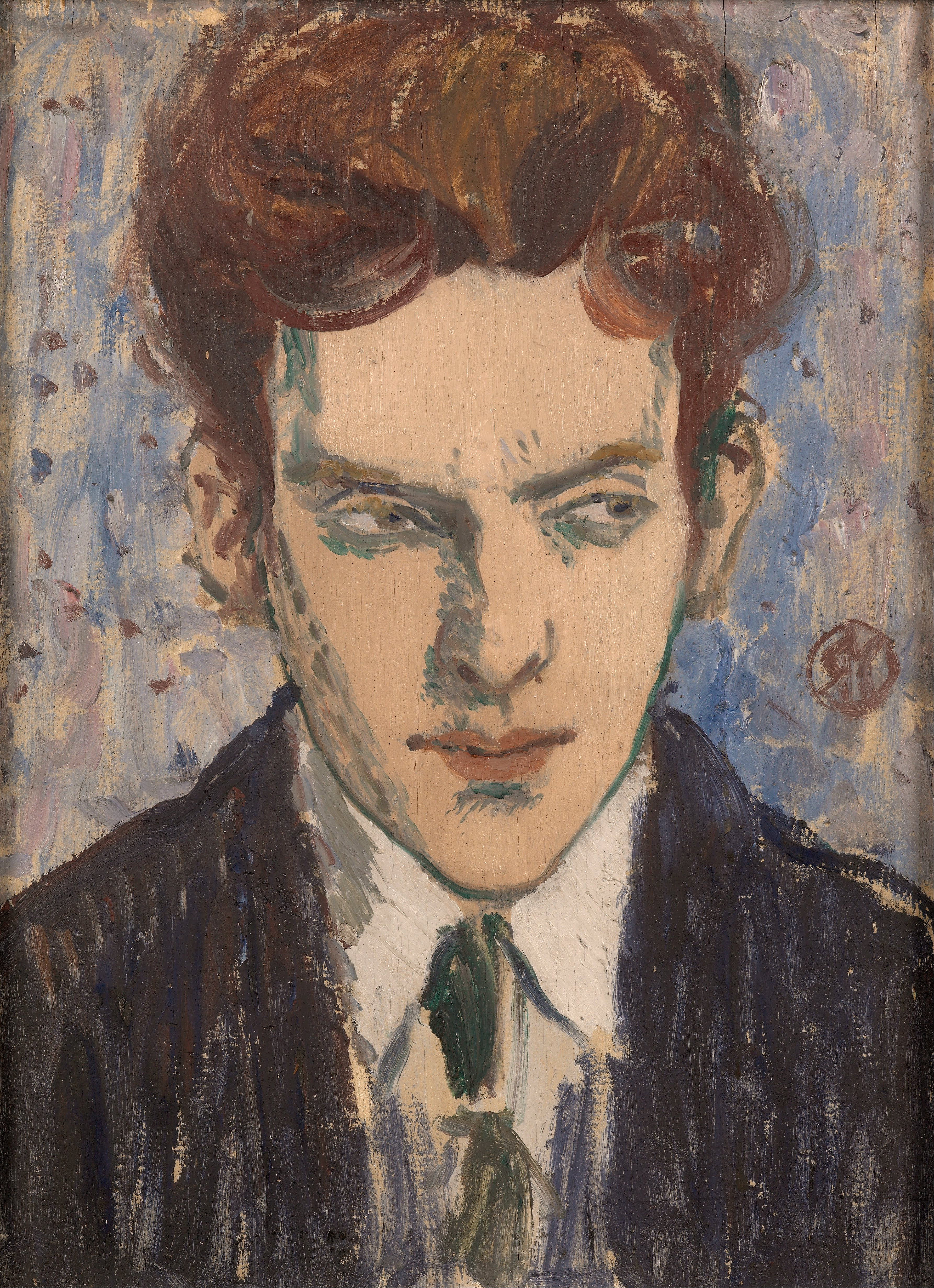
Raymond McIntyre: Portrait des Edward McKnight Kauffer (etwa 1915)

Edward McKnight Kauffer (* 14. Dezember 1891 in Montana; † 22. Oktober 1954 in New York, NY) war ein US-amerikanischer Grafiker. Einen Großteil seines Lebens hat er in Großbritannien verbracht.

## Leben und Wirken
Kauffer studierte in San Francisco an der California School of Design, in Chicago am Art Institute of Chicago sowie ab 1914 in London und bekam dort 1915 einen Großauftrag von der Verkehrsgesellschaft London Underground. Weitere Kunden waren BP und Shell Oil.
Aus Dankbarkeit seinem Mentor Professor Joseph McKnight von der University of Utah gegenüber fügte er dessen Nachnamen in seinen Namen ein. Sein Werk dominieren die Plakattafeln zwischen den beiden Weltkriegen und Werbedesign. Auch seine Buchillustrationen (unter anderem für Nonesuch Press) und Bühnenbilder wurden weithin bekannt.
1940 kehrte Kauffer in die USA zurück. Dort zählte die New York City Subway zu seinen Kunden.
Eines seiner klassischen Designs wurde inzwischen als Teppich von Habitat wiederauferlegt. Das Original hängt heute im britischen Victoria and Albert Museum in London. Viele Jahre arbeitete er mit der bekannten Textildesignerin Marion Dorn, die er 1950 heiratete. Auf der documenta III 1964 in Kassel wurden Arbeiten von ihm in der Abteilung Grafik gezeigt.